# Abborrsjön, Dalarna
Abborrsjön är en sjö i Borlänge kommun i Dalarna och ingår i Dalälvens huvudavrinningsområde.